# Kostel svatého Ondřeje (Jestřebí)
Kostel svatého Ondřeje v Jestřebí je klasicistní stavba z konce 18. století. Je farním kostelem farnosti Jestřebí u České Lípy. Je chráněn jako kulturní památka České republiky.

## Historie
Původní farní kostel v osadě Krušina (dnešní Jestřebí) stával na skalní ploše pod hradem u dodnes funkčního hřbitova. Byl zřejmě zasvěcen Panně Marii. Zanikl v 17. století a místní museli docházet na bohoslužby do nedalekých Pavlovic. Nový farní kostel začal být budován až na příkaz císaře Josefa II. Klasicistní kostel byl dostavěn v roce 1780, a po dokončení interiéru byl v roce 1781 vysvěcen hornopolickým infulovaným arciděkanem Wenzelem Hockem, známým z literatury jako Hockewanzel.
Kostel se začal používat k bohoslužbám, ale definitivně byl dokončen až v roce 1790, kdy byl jeho interier vymalován významným jezuitským malířem Josefem Kramolínem. Další výraznější zásahy do architektury kostela proběhly až ve 20. století. V 80. letech inicioval tehdejší jestřebský farář, Josef Červenka, generální rekonstrukci, která byla dokončena až za jednoho z jeho nástupců v roce 1996. V roce 2012 bylo renovováno průčelí kostela. V říjnu 2021 byla v kostelní předsíni odhalena malá pamětní deska R.D. Josefu Rouskovi, místnímu faráři, u příležitosti prvního výročí jeho úmrtí.

## Architektura

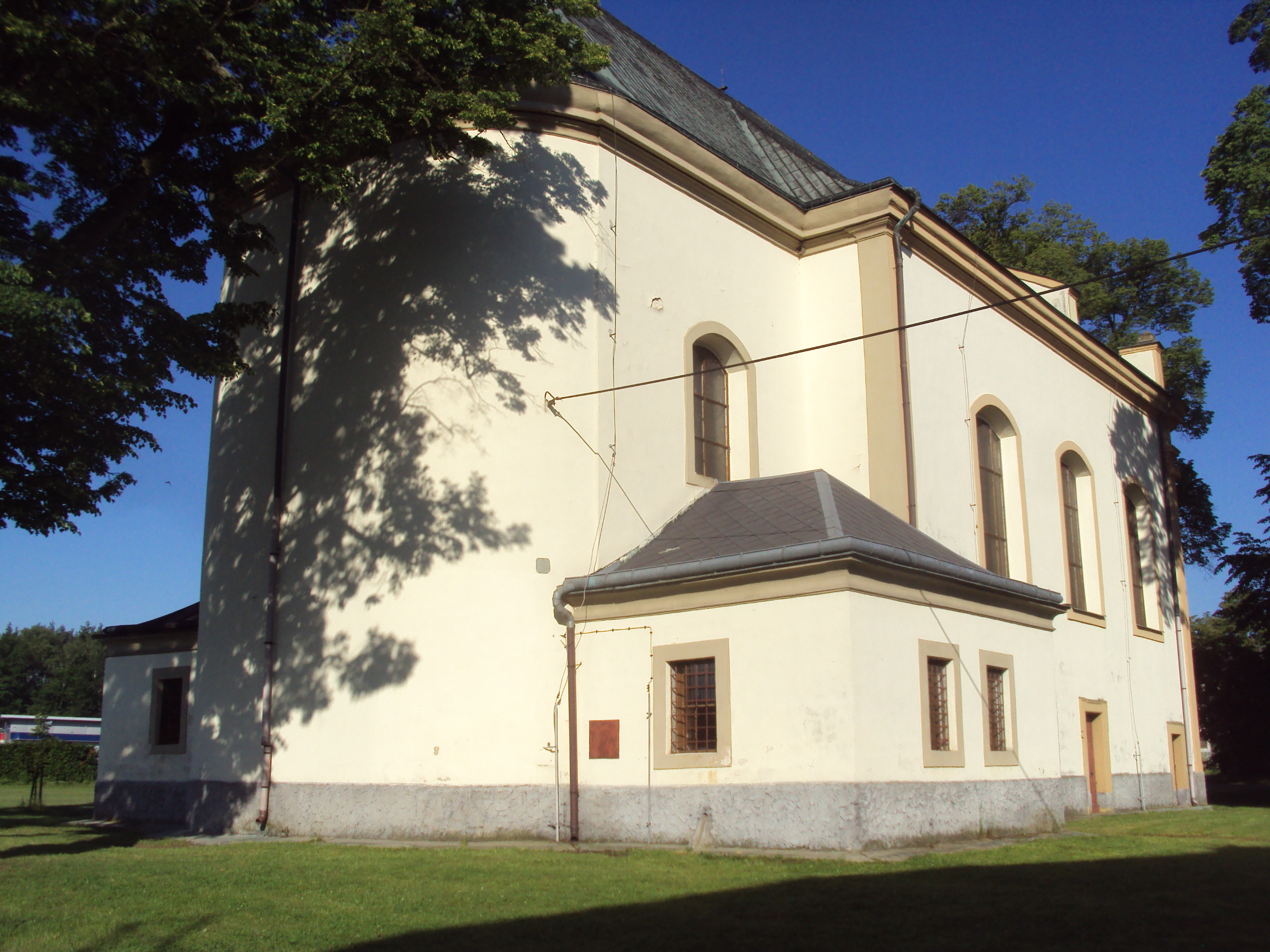
Kostel svatého Ondřeje v Jestřebí

Kostel je jednolodní stavba se zúženým, oble uzavřeným presbytářem. Po stranách presbytáře jsou dva přízemní přístavky, z nichž jeden slouží coby zákristie, druhý jako zimní kaple. Interier lodi je plochostropý, presbytář je sklenut nízkou kupolí. Kramolínova interierová výmalba byla z větší části zakonzervována a zabílena v 90. letech 20. století. Kompletně zachována je výmalba presbytáře a stropu lodi. Kupole nad presbytářem je opticky zvětšena iluzivní výmalbou.
V kostele se nacházejí tři oltáře. Hlavní oltář sv. Ondřeje je iluzivní klasicistní architektura. Po stranách "vítězného oblouku" jsou oltáře Božského Srdce Páně (vpravo) a Panny Marie (vlevo). Vedle mariánského oltáře se nachází kazatelna, přístupná schodištěm ve zdi ze zákristie.